# بيت العريج (قفل شمر)

تعديل مصدري - تعديل

بيت العريج هي إحدى قرى عزلة بني جل بمديرية قفل شمر التابعة لمحافظة حجة، بلغ تعداد سكانها 200 نسمة حسب تعداد اليمن لعام 2004.